# 圣马丁乡
圣马丁乡（法語：Saint-Martin-la-Campagne）是法国厄尔省的一个市镇，位于该省中部，属于埃夫勒区。该市镇总面积3.52平方公里，2009年时的人口为102人。

## 人口
圣马丁乡人口变化图示